# مسخلبی (جاوا)
مسخلبی (به لاتین: Mskhlebi) یک روستا در گرجستان است که در ناحیه دزاو واقع شده‌است. مسخلبی ۱٬۱۴۰ متر بالاتر از سطح دریا واقع شده‌است.